# 子門真人
子門真人（日语：／ Shimon Masato；1944年1月4日— ），本名藤川正治，出身於東京都目黑區的日本男歌手，身高159cm。出道早期為流行音樂歌手，之後以演唱童謠以及動畫、特攝作品歌曲著稱，代表作《游吧！鲷鱼烧君》（およげ！たいやきくん，1975年）為日本流行音樂Oricon公信榜統計銷售量最高的單曲作品，至今仍未有人超越。除此之外在兒童節目與動畫、特攝歌曲方面，亦有多首暢銷曲。

## 人物
為熱心的日本聖公會基督徒，藝名中的「子門」（しもん）也是取自於自己的基督教教名，「真人」則是借用了中學時代友人的名字。
1966年用「藤浩一」的藝名，以歌謡曲歌手身分於日本グラモフォン（Polydor Record＝現為：日本環球音樂）發片出道。由恩師椙山浩一所寫的出道曲「故郷の悲しき星/涙のギター」（雙A面單曲）銷售約1萬張。之後陸續推出了5張單曲但未能順利走紅，而在一年半後宣告引退。1968年於富士音樂出版（現為：富士太平洋音樂）任職，但也兼職擔任錄音室歌手，持續自己的音樂活動，並為不少樂團寫曲，以及用打工方式演唱廣告歌曲。
1971年，演唱了特攝電視影集《假面騎士》的主題歌「レッツゴー!! ライダーキック」（使用「藤浩一」名義，朝日ソノラマ製作）。這首歌的單曲唱片由朝日ソノラマ與日本哥倫比亞分別推出，加上節目大受歡迎，而使銷售量高達130萬張。因此子門後來也接到了許多動畫、特攝歌曲的演唱工作，而這些曲目也都創下了佳績。
1975年，在富士電視台兒童節目《ひらけ!ポンキッキ》所發表的「およげ!たいやきくん」，成為暢銷單曲。並於ORICON公信榜中創下首張初次入榜即獲得單曲榜首，以及連續11週冠軍的輝煌紀錄。1976年獲頒第9屆全日本有線放送大賞特別賞、第5屆FNS歌謡祭最優秀暢銷曲賞，從此成為子門的代表曲目。也因此為契機使他得以頻繁在電視節目中出現，這段時期他的「爆炸頭+戴眼鏡」（以及未蓄鬚→蓄鬚）造型，使觀眾留下深刻印象。後續所發售的單曲「ホネホネロック」也成為暢銷之作。
另外除了「子門真人」名義之外，也以各種不同名義推出唱片與CD。除了1966年出道當時的藝名「藤浩一」之外，尚有谷（主要為隸屬円谷音楽出版時期使用）、大安蓮（與好萊塢女星黛安·蓮恩諧音）、布川富美雄、司馬拳、（取自於西洋樂團「彼得、保羅與瑪麗」及歌手保羅·賽門）、等。
於1993年，發表「不想接觸人群」（人間嫌いになった）的聲明，宣布引退。

## 作品

### 動畫
- ガッチャマンの歌（『神勇飛鷹俠』初期片尾曲及中期開始使用主題曲）
- ゼロテスター（『太空三虎將』主題曲）
- 空手バカ一代〔大安蓮名義〕（『極真派空手道』主題曲）
- 勇者ライディーン（『勇者萊汀』主題曲）
- 行こうよ洸（『勇者萊丁』插曲）
- 戦え！ライディーン（『勇者萊丁』插曲）
- 神と悪魔（『勇者萊丁』插曲）
- 海よ（『勇者萊丁』插曲）
- 飛べ！ゴッドバード（『勇者萊丁』插曲）
- おれは洸だ（『勇者萊丁』片尾曲）
- UFO戦士ダイアポロン（『UFO戰士阿波羅』主題曲）
- UFO少年団（『UFO戰士阿波羅』片尾曲）
- 今日もピカピカ（『まんがことわざ事典』主題曲）
- 四季の手紙（『まんがことわざ事典』片尾曲）
- 翔ベ！プラズマX〔Satanta名義〕（『Patalliro!』插曲）
- 勝利のマシンロボ（『機器勇士』第二個主題曲）
- 戦え！バイカンフー（『機器勇士』插曲）
- KILL THE FIGHT（『北斗之拳2』插曲）
- WIND & RAIN（『北斗之拳2』插曲）
- ムサシ！BUGEI伝!!（『超級劍豪傳』主題曲）

### OVA
- 魔獣戦士ルナ・ヴァルガー（『魔獸戰士』主題曲）

### 特攝
- THE THEME SONG of "ULTRA-7"（『超人七號』夏威夷播映版英語主題曲）
- Let's Go!! Rider Kick〔藤浩一名義〕（『幪面超人』第二個主題曲／『幪面超人ZX』片尾曲）
- 仮面ライダーのうた（『幪面超人』第一個片尾曲）
- Rider Action（『幪面超人』第二個片尾曲及第三個主題歌）
- ロンリー仮面ライダー（『幪面超人』第三個片尾曲）
- ライオン丸のバラードロック（『少傑三雄』插曲）
- レッドマン（『紅超人』主題曲）
- 夕陽のレッドマン（『紅超人』片尾曲）
- トリプルファイターの歌〔谷あきら名義〕（『三重戰士』主題曲）
- トリプルファイターの誓い〔谷あきら名義〕（『三重戰士』片尾曲）
- キカイダーは行く（『電腦奇俠』插曲）
- 誰かがうしろで（『電腦奇俠』插曲）
- どこへ行くのか（『電腦奇俠』插曲）
- キカイダー子守歌（『電腦奇俠』插曲）
- キカイダー数え歌（『電腦奇俠』插曲）
- 悪魔が今日も笛をふく（『電腦奇俠』插曲）
- アイアンキング（『鋼鐵王』主題曲）
- ひとり旅（『Iron King』片尾曲）
- ファイヤーマン（『火焰人』主題曲）
- はるかな青い地底に（『火焰人』插曲）
- 炎のようにもえろ（『火焰人』插曲）
- 走れハリケーン（『假面騎士V3』第二個片尾曲）
- 流星人間ゾーン（『流星人間』主題曲）
- 流星ビクトリー（『流星人間』片尾曲）
- キカイダー01（『電腦奇俠01』主題曲）
- チェンジ！キカイダー01（『電腦奇俠01』插曲）
- 01ロック（『電腦奇俠01』片尾曲）
- 戦えイナズマン（『閃電超人』主題曲）
- 突撃仮面ライダーX（『假面騎士X』插曲）
- ライダー賛歌（『幪面超人X』插曲）
- 戦え！電人ザボーガー（『電人查勃卡』主題曲）
- おれの兄弟電人ザボーガー（『電人查勃卡』片尾曲）
- アマゾンライダーここにあり（『假面騎士亞馬遜』主題曲）
- アマゾンダ・ダ・ダ（『幪面超人亞馬遜』片尾曲）
- 見よ！仮面ライダーストロンガー（『假面騎士Stronger』插曲）
- きょうもたたかうストロンガー（『幪面超人Stronger』第一個片尾曲）
- 行け！ボーンフリー（『恐龍救生隊』主題曲）
- 恐竜よいつまでも（『恐龍救生隊』片尾曲）
- カモン！アステカイザー（『プロレスの星 アステカイザー』主題曲）
- ファイト！アステカイザー（『プロレスの星 アステカイザー』片尾曲）

### 特攝(未確認)
為1998年播映的「超級戰隊系列」作品《星獸戰隊銀河人》演唱主題歌的神祕歌手「希砂未龍」，由於其演唱時的歌聲特徵，以及後來部分相關媒體中出現的意有所指發言，有一說認為此人即為子門真人所用的化名，但當時子門已於本作播出前的1993年宣告引退，而本作相關的官方媒體，至今也仍未提出過「希砂未龍」即為子門真人的明確說法。
- 星獣戦隊ギンガマン（『星獸戰隊銀河人』主題曲）
- はだしの心で（『星獸戰隊銀河人』片尾曲）
- The Galactic Warriors Gingaman（『星獸戰隊銀河人』英文版主題曲）
- Naked Mind（『星獸戰隊銀河人』英文版片尾曲）

### 電視劇
- 剣道仲間（『劍道一本!』片尾曲）
- いつになれば（『たぬき先生騒動記』主題曲）
- 絵の具箱（『たぬき先生騒動記』主題曲）

### 電影
- ゴジラのお嫁さん（『ゴジラ・エビラ・モスラ 南海の大決闘』插曲）
- ロック・ロック・ゴジラ（『ゴジラ・エビラ・モスラ 南海の大決闘』插曲）
- ゴジラとジェットジャガーでパンチ・パンチ・パンチ（『哥吉拉決戰美甲龍』主題曲）
- メガロをやっつけろ（『哥吉拉決戰美甲龍』片尾曲）
- かえってくるライダー（『五人ライダー対キングダーク』片尾曲）
- サーキットの狼（『サーキットの狼』主題歌曲）
- スターウォーズのテーマ～カンテナバンド～（『星球大戰』日文版主題曲。B面係NWAチャンピオンのテーマ『Galaxy Express』）
- ダイゴロウ対ゴリアス（『怪獣大奮戦ダイゴロウ対ゴリアス』主題曲）
- ぼくのおじさん（『怪獣大奮戦ダイゴロウ対ゴリアス』片尾曲）
- がんばれスイミー（『がんばれスイミー』）
- スイミーの子守唄～マリンスノー～（『がんばれスイミー』）

### 廣告歌
- ライオンチャーミー
- 明治Choco Snack 冒險號
- 走吧！自轉車（『松戶競輪』）

### 其他
- およげ!たいやきくん（『ひらけ!ポンキッキ』）
- ホネホネロック（『ひらけ!ポンキッキ』）
- はたらくくるま2（『ひらけ!ポンキッキ』）
- ぼくは電車（『ひらけ!ポンキッキ』）
- 野菜畑の演奏会（『ひらけ!ポンキッキ』）
- がまがえるガマエル（『ひらけ!ポンキッキ』）
- 赤鬼と青鬼のタンゴ（『みんなのうた』）
- にが虫おじさん（『みんなのうた』）
- まんぱく音頭（『漫畫博覧會』）
- 『アブラハムの子』
- 僕らの憧れライオンズ（『太平洋クラブライオンズ（現・西武）』球團應援歌）
- Hawks Town物語（『福岡Daiei Hawks（現・Softbank）』球團應援歌）
- 青春ラジメニアの歌（關西電台動漫専門音樂節目『青春ラジメニア』主題曲）
- 闘え!ダダンダーン（1993年（CD發行於1994年）科樂美街機『究極戰隊彈彈彈（日语：究極戦隊ダダンダーン）』主題曲）

## 精選輯「子門真人Vocal Collection」
- Columbia Music Entertainment
  - SONGS FOR HEROES<青盤>（1997年11月1日）
  - SONGS FOR HEROES<桃盤>（1998年12月19日）
  - TV SIZE COLLECTION（2003年2月21日）
- Vap
  - SONGS FOR HEROES<赤盤>（1997年11月1日）
  - SONGS FOR HEROES<緑盤>（1998年12月21日）
- Pony Canyon
  - ひらけ!ポンキッキ・コレクション（2003年2月19日）
  - COVER & RARE COLLECTION（2003年2月19日）
- Sony Music Entertainment
  - COVER & MORE COLLECTION（2003年2月19日）

## 華語樂壇翻唱作品
- 「およげ！たいやきくん」

高凌風「海麗！海麗！」
洪榮宏「覓受氣」
- 「ガッチャマンの歌」

松江兒童合唱團「科學小飛俠」
- 「レッツゴー!!ライダーキック」

張美惠、凌文雄、蔣忠、蔣昭男「加油吧！閃電騎士之歌」
- 「仮面ライダーのうた」

張美惠、凌文雄、蔣忠、蔣昭男「閃電騎士之歌」
- 「走れハリケーン」

張美惠、凌文雄、蔣忠、蔣昭男「旋風號」
- 「突撃仮面ライダーX」

張美惠、凌文雄、蔣忠、蔣昭男「X騎士向前進」

## 外部連結
- 子門真人 Fan's Page Simon Shock!!